# Mike Ness
Michael James Ness (Stoneham, Massachusetts, Estados Unidos, 3 de abril de 1962), conocido como Mike Ness, es el guitarrista, cantante y compositor principal del grupo de punk rock Social Distortion y el único miembro original de la banda desde la muerte de Dennis Danell en 2000.
Después de ser echado de casa de sus padres a la edad de quince años, Ness comenzó a consumir drogas y a cometer delitos menores, metiéndose a la escena punk y fundando Social Distortion en 1979. Su adicción a la drogas se convirtió en tal problema que la banda casi se separa después de editar el primer disco, Mommy's Little Monster. Parte de estos problemas internos son capturados en el documental Another State of Mind (1984) donde se muestra un tour fallido por los Estados Unidos de Social Distortion y otras bandas.
Poco después, estuvo preso por posesión de drogas. Al ser liberado, Mike Ness se encontraba sin dinero y se vio obligado a trabajar pintando casas para poder financiar su segundo disco, Prison Bound. Esto generó una brecha de cinco años entre el lanzamiento del primero y el segundo disco.
La banda firmó con Epic Records y a partir de ese momento la fama de Social Distortion continuaría creciendo hasta hoy en día, llegando a ser una de las bandas más respetadas de California, con una base fiel de seguidores, especialmente en Los Ángeles. 
A pesar de haber empezado como una banda de punk rock, una gran parte de sus seguidores pertenecen al estilo rockabilly.
Mike Ness nombró en reiteradas ocasiones a Johnny Cash y Johnny Thunders (ex New York Dolls) como sus más grandes influencias.
En 1999, Ness lanzó su primer álbum solista Cheating at Solitaire, y el mismo año lanzó Under the Influences, este último un álbum de covers reivindicando sus influencias en la música folk y country estadounidense, donde contó con la participación del legendario Brian Setzer, cantante de Stray Cats.

## Discografía

### Álbumes solistas
- Cheating at Solitaire (1999)
- Under the Influences (1999)

### Álbumes con Social Distortion
- Mommy's Little Monster (1983)
- Prison Bound (1988)
- Social Distortion (1990)
- Somewhere Between Heaven And Hell (1992)
- Mainliner: Wreckage From the Past (1995)
- White Light, White Heat, White Trash (1996)
- Live at the Roxy (1998)
- Sex, Love and Rock 'n' Roll (2004)
- Hard Times and Nursery Rhymes (2010)